# Фрумушика (Молдова)
Фрумушика (рум. Frumușica) — село в Молдавии, в составе коммуны Бачой сектора Ботаника муниципия Кишинёв. Кроме него в коммуну также входят сёла Бачой, Браила и Страйстены.